# Panixersee
Der Panixersee (rätoromanisch Lag da Pigniu) ist ein Stausee zuhinterst in der Val Pigniu in der Surselva im Schweizer Kanton Graubünden. Er liegt auf dem Gebiet der Gemeinde Ilanz/Glion.

## See
Der See liegt zwei Kilometer nördlich des Dorfes Pigniu. Er ist circa 1,5 Kilometer lang und rund 250 Meter breit. Er wird gespeist von einigen namenlosen Gebirgsbächen und der Schmuér, die ihn auch wieder verlässt. Um den See führt ein leicht zu begehender Wander- oder Spazierweg. Für die Umrundung benötigt man rund eine Stunde. An der Westseite stürzen im hinteren Teil mehrere grosse Wasserfälle zu Tal.
Nordwestlich des Sees liegt der 3158 Meter hohe Hausstock, im Norden führt der Panixerpass nach Elm im Kanton Glarus.

## Anlage
Die 270 Meter lange Staumauer wurde zwischen 1980 und 1990 erbaut. Die lange Bauzeit ergab sich durch Einsprachen und durch geologisch bedingte Schwierigkeiten beim Bau der Stollen.
Die Anlage besteht aus der Staumauer mit zwei Wasserfassungen am östlichen Talhang, dem Druckstollen zum Wasserschloss, einer weiteren Wasserfassung beim Wasserschloss, dem Druckstollen und der Zentrale in Ilanz.
Die Gewichtsmauer steht auf Kalkfels. Unterhalb der Mauer wurde das Gelände renaturiert. Es wird heute wieder als Wies- und Weideland genutzt.
Eigentümer der Talsperre und Betreiber sind die Kraftwerke Ilanz AG (KWI).

## Monumentalbild an der Staumauer
Im Mai 1999 bemalte der aus dem Engadin stammende Künstler Martin Valär die Staumauer mit einem riesigen Bild. In 25 Arbeitstagen entstand ein 195 Meter breites und 30 Meter hohes Gemälde mit zwölf Meter hohen Soldaten. Thema ist die Überquerung des Panixerpasses durch die russische Armee unter General Suworow im Zweiten Koalitionskrieg am 6. und 7. Oktober 1799 auf dem Rückzug aus dem Glarnerland nach Graubünden. 2000 Soldaten kamen dabei ums Leben. Suworow ist als wankender blauer Turm dargestellt, ein Symbol dafür, wie der General mit seiner Armee von den damaligen Machthabern wie auf einem Schachbrett hin- und hergeschoben worden war. Die gefallenen Soldaten werden als Bauern eines Schachspiels dargestellt. Die verwendete Dispersionsfarbe sollte den Witterungsverhältnissen 20 bis 30 Jahre lang standhalten, ist mittlerweile aber stark ausgebleicht.

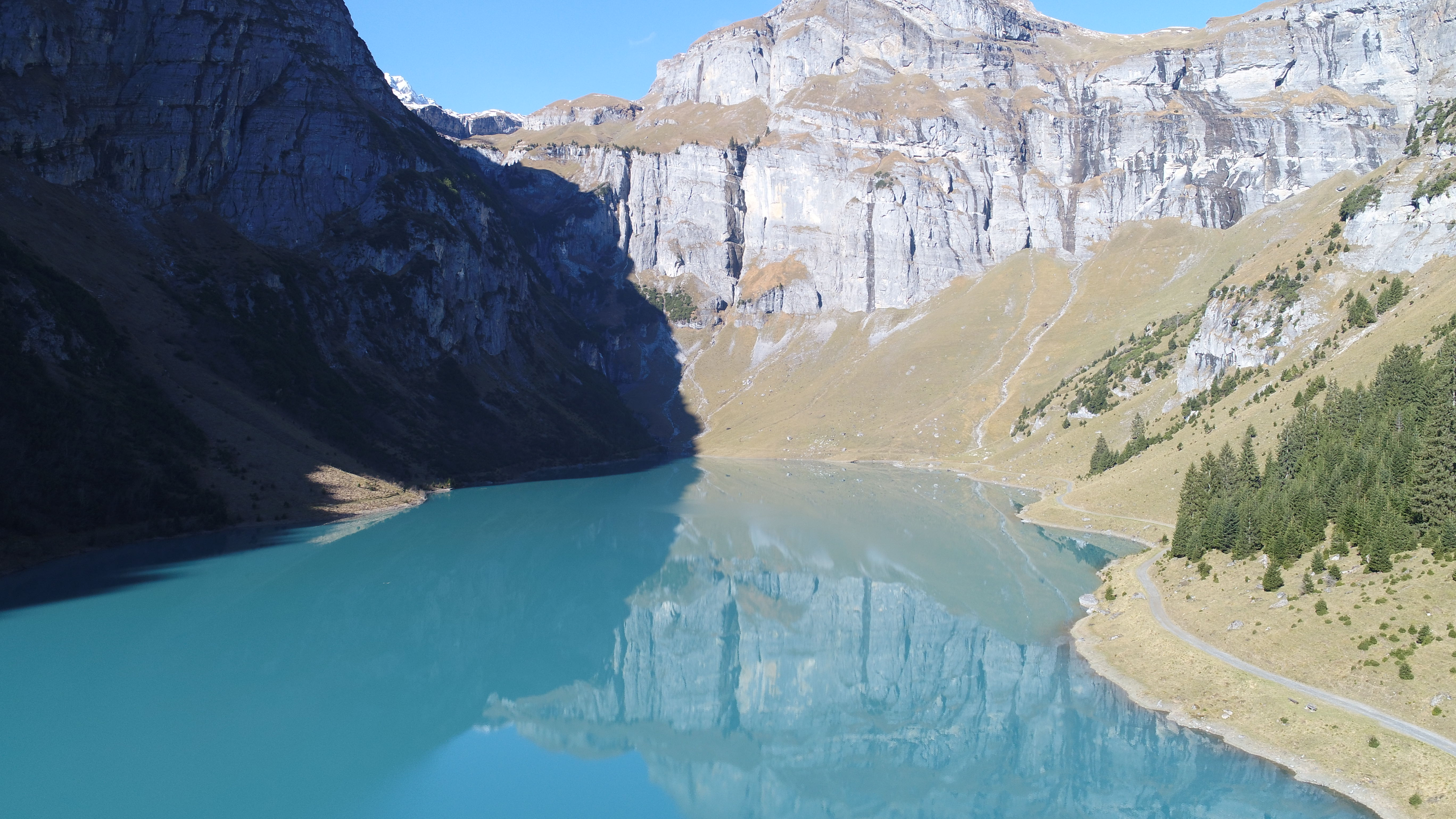
Blick nach Norden zum Ende des Sees
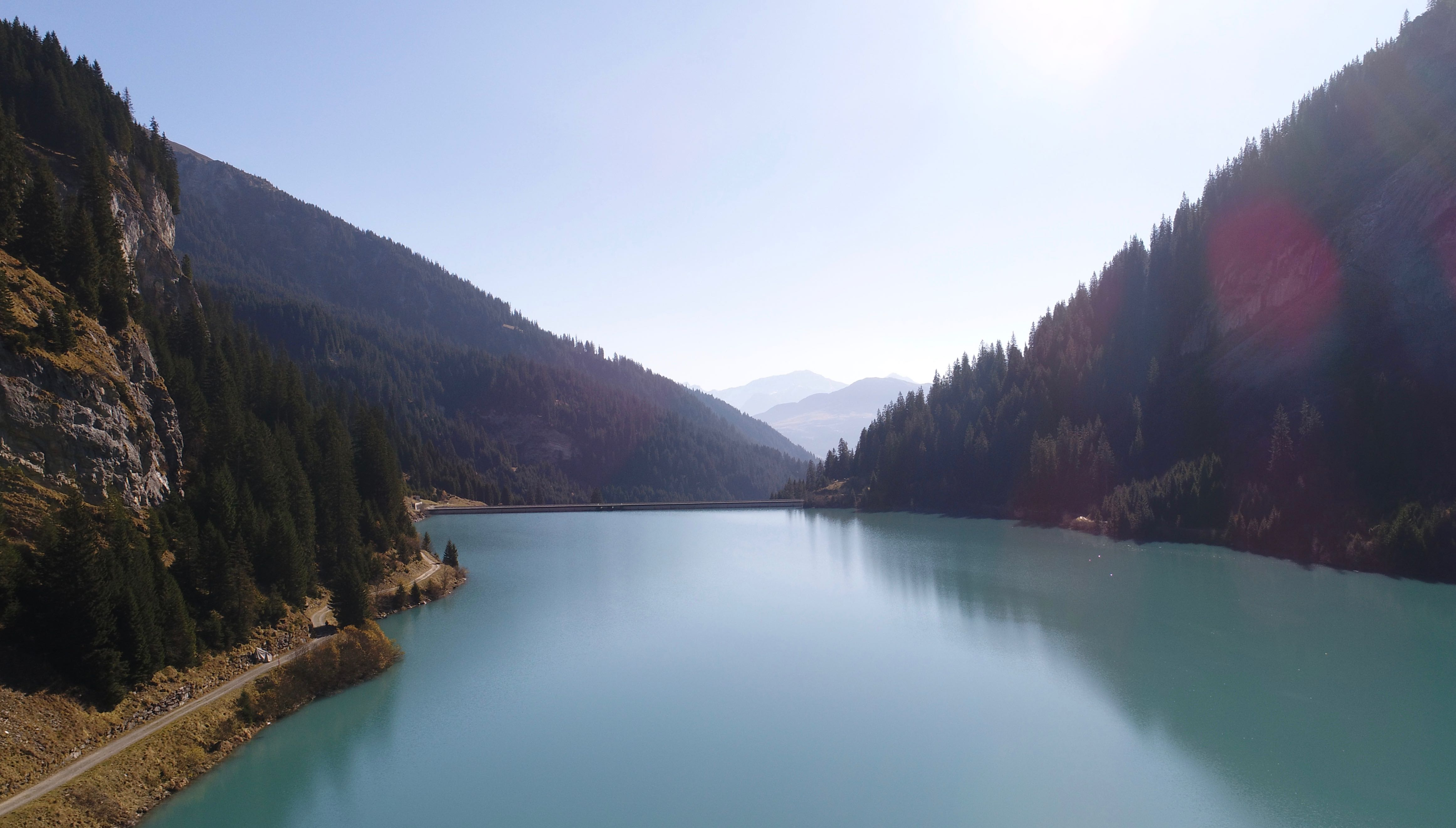
Blick nach Süden
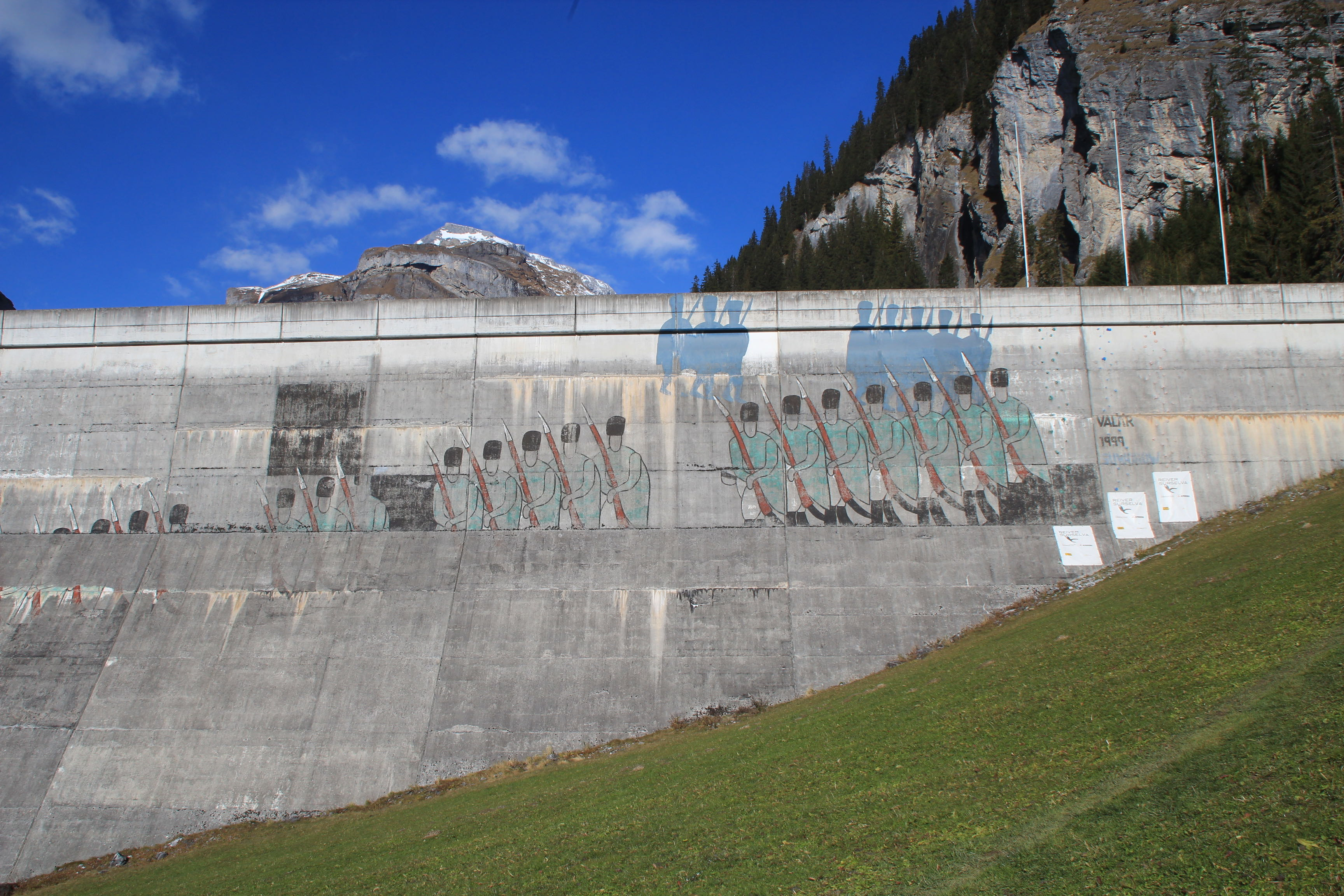
Monumentalbild auf der Staumauer (rechter Teil)
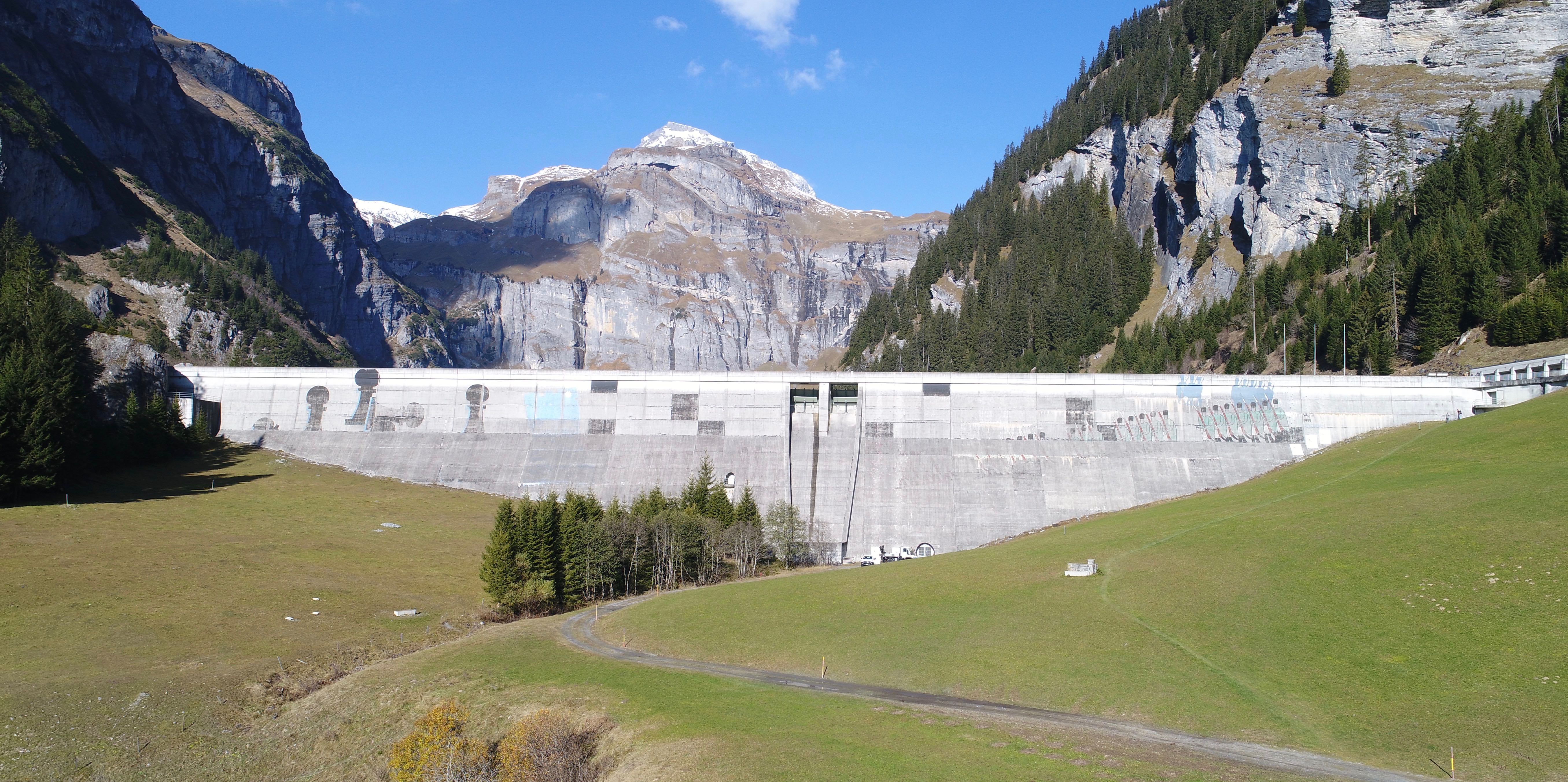
Gesamtansicht Staumauer